# Dominik Josef Wölfel
Dominik Josef Wölfel (Viena, 25 de mayo de 1888 - Viena, 27 de abril de 1963) fue un historiador y etnólogo austríaco.
Wölfel fue un importante estudioso de las culturas norteafricanas y la historia de las Islas Canarias. Fue profesor de etnología en la Universidad de Viena y curador en el Museo de Etnología de Viena. El foco principal de su investigación fue la investigación de fuentes primarias en los archivos del Vaticano, Madrid, Simancas, Lisboa y París. Se le considera el redescubridor de la obra "Descrittione et historia del regno de l'isole Canarie" ("Descripción e historia del reino de las islas Canarias") de Leonardo Torriani, que publicó en 1940 con una traducción al alemán. Su obra más importante, Monumenta Linguae Canariae ("Monumentos de la Lengua Canaria") no se publicó hasta 1965, dos años después de su muerte.
Wölfel era un partidario del Estado corporativo y simpatizante del fascismo español, al que también dedicó una obra católica antisemita sobre la Guerra Civil española en 1937. En abril de ese mismo año, Wölfel se convirtió en miembro de la Ostmärkische Sturmscharen (un grupo paramilitar de derechas austríaco). Desde el suspenso de sus actividades en Viena entre 1938 y 1945, a causa de su matrimonio con una mujer "mitad judía", fue crítico con el nazismo. 
En 1939, Wölfel se vio obligado a retirarse del Museo de Etnología. Además, Wölfel se había ganado enemigos en la comunidad científica porque difundió rumores sobre la ascendencia judía de Hugo Bernatzikis, un antropólogo y fotógrafo austríaco. Wölfel también intentó en vano ocultar su "Archivo Canario" a la Ahnenerbe, la entidad pseudocientífica alemana constituida en 1935 por dirigentes e ideólogos del Partido Nacionalsocialista Obrero Alemán para realizar y divulgar investigaciones con fines educativos en apoyo de la ideología nazi. Probablemente, por este motivo, Oswald Menghin y Viktor Christian impidieron su habilitación académica.
Wölfel participó activamente en la resistencia del Museo de Etnología durante la era nazi, junto con Robert Bleichsteiner. En 1945 fue puesto nuevamente en servicio por el mismo museo.
Wölfel recibió un doctorado honoris causa por la Universidad de La Laguna (Tenerife) por sus grandes servicios a la exploración de las Islas Canarias.
La medalla Dominik Wölfel del Institutum Canarium (asociación académica fundada en 1969 que se ocupa de la historia cultural de Canarias y las culturas vecinas de la región mediterránea) y la calle Dominik-Wölfel-Gasse en Viena reciben su nombre.

## Obras
- So ist Spanien: Geheimgeschichte eines Bürgerkrieges ("Así es España: Historia secreta de una guerra civil"), Viena, 1937
- Die Kanarischen Inseln und ihre Urbewohner ("Las islas Canarias y sus aborígenes", editor), 1940
- A course of practical English in 30 letters, Viena, 1946
- 3500 Worte Deutsch–Englisch/Englisch–Deutsch ("3500 palabras alemán-inglés / inglés-alemán", diccionario de bolsillo), Viena, 1946
- Don Juan Tenorio: Romantisches Schauspiel in 5 Akten (7 Bildern). Mit einer Studie über Don Juan in Spanien, ("Don Juan Tenorio: drama romántico en 5 actos (7 imágenes). Con un estudio sobre Don Juan en España", adaptación al alemán), Viena, 1947
- Die Religionen des vorindogermanischen Europa ("Las religiones de la Europa preindoeuropea", Viena 1951)
- Eurafrikanische Wortschichten als Kulturschichten ("Capas de palabras euroafricanas como capas culturales"), Salamanca 1955
- Monumenta Linguae Canariae ("Monumentos de la Lengua Canaria"), Viena, 1965